# Teddy Sagi
Teddy Sagi (hébreu : טדי שגיא ; né le 14 novembre 1971) est un homme d'affaires milliardaire israélien basé à Londres et à Dubaï. Teddy Sagi est le fondateur de la société de logiciels de jeux d'argent Playtech, de la société de cybersécurité Kape Technologies et propriétaire du Camden Market de Londres. En 2025, sa fortune personnelle est estimée à 7,1 milliards de dollars américains, avec des intérêts dans l'immobilier, les logiciels de jeux d'argent, le traitement des paiements et la publicité numérique.

## Biographie

### Jeunesse
Teddy Sagi est né en 1971 à Tel Aviv, enfant unique d'Ami Sagi, un homme d'affaires propriétaire d'une agence de voyages, et de sa femme Lizi, une esthéticienne qui vendait du maquillage.

### Carrière

#### Playtech
Teddy Sagi a fondé Playtech en 1999. L'entreprise a été introduite en bourse à Londres en 2006 à un prix qui valorisait l'entreprise à environ 550 millions de livres sterling.

#### Kape Technologies
Kape Technologies est une société de logiciels de cybersécurité basée au Royaume-Uni. Kape Technologies possède des services VPN et des outils de cybersécurité, notamment CyberGhost VPN, Private Internet Access (PIA), ZenMate, ExpressVPN et Intego.
Fin 2012, Sagi a acquis la start-up Crossrider pour 37 millions de dollars. L'entreprise a été introduite en bourse sur l'AIM pour une valeur de 250 millions de dollars. Crossrider a débuté en créant un kit de développement logiciel (SDK) pour le déploiement d'extensions de navigateur sur diverses plateformes, avec prise en charge de la monétisation des extensions.
En mars 2018, le nom de la société a été changé en Kape Technologies plc. Kape a ensuite acheté les opérateurs VPN Zenmate en 2018 et Private Internet Access en 2019.
Le 13 septembre 2021, Kape a acquis ExpressVPN, et a également acquis l'éditeur d'avis VPN Webselenese en 2021.

### Vie privée
En 2009, Teddy Sagi a obtenu la nationalité chypriote dans le cadre d'un programme de « visa doré » mis en place par le gouvernement chypriote. Chypre faisant partie de l'Union européenne, Sagi a obtenu un passeport de l'Union européenne.
Il était l'un des 565 Israéliens répertoriés dans les Pandora Papers, publiés par le Consortium international des journalistes d'investigation, selon Shomrim, une organisation israélienne de journalisme d'investigation à but non lucratif qui a participé à l'enquête.

## Affaires judiciaires
En 1996, il a été reconnu coupable en Israël de fraude et de corruption et condamné à neuf mois de prison, mais a été libéré après avoir purgé cinq mois.

## Fortune
En 2025, selon Forbes, Teddy Sagi a une valeur nette de 7,1 milliards de dollars, il est la cinquième personne la plus riche d'Israël et la 479 éme personnes la plus riche du monde.